# 呂伐登車站
呂伐登車站（荷蘭語：Station Leeuwarden，西菲士蘭語: Stasjon Ljouwert）是荷蘭菲仕蘭省首府呂伐登的一座鐵路車站，由荷兰铁路和愛瑞發營運，啟用於1863年10月27日，現今的車站建築完成於1904年。2000年，車站大樓進行了全面翻新和現代化。
呂伐登車站共有6座月台。2018年每日平均有10,393人使用，是菲仕蘭省流量最大的車站。

## 圖片集
- 車站全景空照圖
- 候車大廳
- 月台